# Naglabrot
Naglabrot är en kulle i republiken Island. Den ligger i regionen Norðurland vestra, 120 km nordost om huvudstaden Reykjavík. Toppen på Naglabrot är 418 meter över havet, eller 73 meter över den omgivande terrängen. Bredden vid basen är 3,0 km.
Trakten runt Naglabrot är nära nog obefolkad, med mindre än två invånare per kvadratkilometer. Det finns inga samhällen i närheten. Trakten runt Naglabrot består i huvudsak av gräsmarker.